# Теплякова, Алиса Евгеньевна
Алиса Евгеньевна Теплякова (род. 23 июля 2012, Москва) — российская девочка, получившая известность благодаря тому, что стала студенткой МГУ в девятилетнем возрасте. История Алисы Тепляковой и обстоятельства её воспитания стали предметом широкого обсуждения российских СМИ.

## Биография
Родилась 23 июля 2012 года в Москве и является первым ребёнком в многодетной семье. Братья и сёстры — Хеймдалль, Лейя, Терра, Айлунг, Фейлунг, Тесей, Сулейман, а также Альрик Финист Орион. Мать — Наталия Теплякова. Отец — Евгений Тепляков.
Алиса окончила школу в семь лет (по словам отца),  в восемь лет сдала ЕГЭ по русскому языку, математике, биологии и информатике и ДВИ по биологии, в девять лет (тем же летом) поступила на договорную форму обучения психологического факультета МГУ на специальность «Психология служебной деятельности».
Изучает китайский язык.
В марте 2023 Реестром Рекордов России был зарегистрирован результат обучения Алисы в 1 семестре 2022-2023 учебного года, за это время она успела пройти 154 зачётные единицы учебной программы (стандартный семестровый курс по одному предмету эквивалентен 2-4 зачётным единицам). В том же месяце зарегистрировала на YouTube канал «Учимся с Алисой», на котором было анонсировано, что она с родителями, братьями и сёстрами будет рассказывать о своей жизни, своей учёбе и других интересных вещах.

## Мнения
Мнения о семье Тепляковых в обществе различны. Известие о юной выпускнице поначалу вызывало восхищение у общественности, но вскоре в средствах массовой информации появились резко негативные оценки: сомнения по поводу её знаний, предположения о неготовности к поступлению в вуз и физическом или психологическом насилии над ребёнком.
C экспертной точки зрения эта ситуация является неапробированным экспериментом по когнитивной акселерации малолетнего ребёнка, не учитывающим познавательные и личностные закономерности развития детей этой возрастной категории.Александр Асмолов
Тепляковы участвовали в телевизионных программах и видеороликах на YouTube (в том числе в фильме-интервью Редакции, в программе Док-ток с Александром Гордоном и др.). С весны по осень 2021 года и в начале 2022 года их регулярно освещали в СМИ.